# Rodriguesrall
Rodriguesrall (Erythromachus leguati) är en utdöd art i familjen rallar som förekom på ön Rodrigues, känd från både benlämningar och reserapporter. Den sista rapporten är från 1726 och fågeln dog troligen ut i mitten på 1700-talet. Vissa placerar den tillsammans med rödrallen i släktet Aphanapteryx.